# Juli Moll i Gómez de la Tía
Juli Moll i Gómez de la Tía (es Mercadal, 1947 - es Mercadal, 11 de juny de 2021) va ser un filòleg menorquí.
Es va llicenciar en filologia romànica i va destacar en l'estudi de toponomàstica, però també es va especialitzar en la llengua estàndard, la dels mitjans de comunicació, la lexicografia i qüestions de normativa de la llengua catalana. Va treballar com a corrector per a Edicions 62 i per a Curial, així com de redactor tècnic en terminologia científica a la Gran Enciclopèdia Catalana. Va assessorar l'Institut Cartogràfic de Catalunya en matèria de toponímia i hi va aportar coneixements fonamentals per a la sistematització i normalització de les denominacions dels indrets al Nomenclàtor oficial de toponímia major de Catalunya. L'any 1985 va publicar, juntament amb el catedràtic d'universitat d'anàlisi geogràfica regional Joan Tort, el llibre Toponímia i cartografia. Assaig de sistematització. Al llarg de la seva trajectòria es va mostrar crític amb alguns acords de la Secció Filològica de l'Institut d'Estudis Catalans, motiu pel qual l'any 2003 va redactar el llibre Diccionaris, normativa i llengua estàndard. Del Fabra al Diccionari de l'Institut, juntament amb Francesc Esteve, Josep Ferrer i Lluís Marquet. També va ser membre de la Secció de Llengua i Literatura de l'Institut Menorquí d'Estudis, ens que el 2016 li va dedicar una jornada d'estudi i homenatge. També fou membre actiu del Cercle Vallcorba, entitat de professionals agrupats entorn a l'estudi d l'estructura i l'ús social del català, en la qual va aportar el seu coneixement en matèria de topònims i gentilicis d'arreu del món en català.
Va dedicar anys a estudiar la figura i l'obra de l'historiador mallorquí Joan Binimelis, i l'any 2014 va publicar el llibre Joan Binimelis: Descripció particular de l'illa de Mallorca e viles, en el qual va realitzar una edició crítica de l'obra de l'homenatjat.